# Kärpf
Der Kärpf, auch Gross Chärpf oder Gross Kärpf, ist ein Berg in den Glarner Alpen in der Schweiz. Er hat eine Höhe von 2794,0 m ü. M.
Der Berg liegt im Wildschutzgebiet Freiberg Kärpf, welches das älteste Jagdbanngebiet Europas ist und 1548 erstmals schriftlich erwähnt wurde. Er ist der dominierende Gipfel des Kärpf-Massives zwischen dem oberen Linth-Tal, dem Sernftal und dem Durnachtal. Zwischen dem Kärpf und dem benachbarten Hausstock verläuft die Via Alpina (grün), die über den Richetlipass (2261 m ü. M.) führt.
Sein Name entstammt dem romanischen Crap, was übersetzt Stein bedeutet.